# Actas de Gracia
En el contexto de la piratería, las Actas de Gracia eran proclamaciones estatales que ofrecían indultos (a menudo indultos reales) frente a actos de piratería. Los indultos generales por piratería fueron ofrecidos en numerosas ocasiones y por múltiples Estados, por ejemplo por el Reino de Inglaterra y su sucesor, el Reino de Gran Bretaña, en los siglos XVII y XVIII.

## Gran Bretaña

### Indultos por Isabel I
Mary Wolverston fue indultada por Isabel I. Thomas Brooke fue indultado por piratería tras la intercesión de su cuñada (su hermano era el barón Cobham) y su cuñado el conde de Salisbury.

### Indultos por Jacobo I
Tras el final de la primera guerra anglo-española bajo el reinado de Jacobo I y el correspondiente fin de la corsaria inglesa en 1603, los marineros ingleses recurrieron a la piratería. En 1611, el capitán Richard Bishop se convirtió en uno de los primeros piratas notables en ser indultado, tras haberse rendido en parte debido a sus dudas respecto a atacar barcos ingleses. A éste se le permitió conservar su botín. Habiéndose retirado al refugio pirata de Leamcon, cerca de Schull, Munster, en 1617 fue acusado de conspirar con piratas. El capitán Thomas Tompkins también recibió un indulto hacia 1610.
A causa de los continuos actos de piratería cometidos por personajes como Peter Easton, en agosto de 1611 el gobierno inglés se mostró dispuesto a ofrecer un indulto general, a condición de que los piratas entregaran sus barcos y bienes. Ante la amenaza de los piratas de aceptar las ofertas de indulto de Toscana y Saboya, en 1612 el consejo privado de Jacobo I ofreció a los piratas un indulto general, permitiéndoles además conservar su botín. Al menos 12 tripulaciones de piratas se rindieron al indulto general, entre ellos John Jennings y la tripulación del capitán Baughe (quien al parecer demandó con éxito conservar su botín tras la confiscación del mismo), aunque gran parte de la tripulación de Baughe volvería poco después a la piratería, en tanto que Easton aceptó una oferta saboyana en 1613. El capitán Roger Middleton, que navegó primero a Irlanda y luego a Mehdya para entregar el indulto, extrajo sobornos de los piratas a cambio de indultarlos, y animó a los piratas a retrasar su rendición para que continuaran con la piratería.
La falta de piratas competidores en Irlanda debido al indulto general hizo que Henry Mainwaring adquiriera notoriedad en 1613 como líder de una flota pirata. Mainwaring recibió ofertas de indulto de Toscana, Saboya, Túnez y España si se rendía; sin embargo, en junio de 1616 aceptó una oferta inglesa de indulto para él y su tripulación, después de haberla solicitado el año anterior (al igual que Lording Barry). También en 1616, Thomas Tucker (que navegaba con Easton) recibió un indulto inglés.
En 1623, John Nutt fue arrestado por Sir John Eliot, tras haber sido engañado para negociar la compra de una oferta de indulto caducada. Debido a la conexión de Nutt con el Secretario de Estado George Calvert, éste fue indultado tras este arresto.
Mainwaring desaconsejó al rey indultar a los piratas, opinando que esto fomentaba la piratería. Clive Senior sugiere que el gobierno tenía interés en indultar a los piratas, ya que así mantendría a estos marinos potencialmente útiles disponibles en caso de guerra.

### Colonia de Jamaica
En preparación de la Segunda Guerra Anglo-Holandesa, el gobernador Thomas Modyford indultó a unos 14 piratas condenados a muerte para concederles comisiones de corsarismo.
El 15 de agosto de 1671, el nuevo gobernador de Jamaica, Thomas Lynch, ofreció un indulto general a los piratas, que fue rechazado por Jelles de Lecat.
En abril de 1677, la Asamblea de Jamaica aprobó una ley que obligaba a los súbditos ingleses de la isla a no servir a estados o príncipes extranjeros como corsarios sin licencia del gobernador jamaicano. En julio, el consejo ordenó la publicación de una proclamación por la que se concedía a los corsarios extranjeros un año para aceptar el indulto. El 1 de agosto, Peter Beckford escribió que al menos 300 corsarios se habían sometido a la ley. Sin embargo, algunos bucaneros no se sometieron, y algunos que habían aceptado el indulto volvieron a la piratería. En mayo de 1681 se emitió una proclamación similar.
Aunque James Browne fue ahorcado en 1677, su tripulación de ocho hombres fue indultada. En 1682, el bucanero Thomas Paine aceptó el indulto del gobernador de Jamaica. Jan Willems recibió una oferta similar. Hacia 1684, Lynch intentó persuadir a Laurens de Graaf para que aceptara un indulto inglés.
John Coxon recibió el indulto tras rendirse a los jamaicanos en septiembre de 1688.
Durante la Guerra de los Nueve Años, el gobernador William Beeston solicitó el poder de indultar a los piratas para reclutarlos en la defensa de Jamaica, mas la solicitud no fue concedida.

### Proclamación de 1687/8
El 22 de mayo de 1687, Jacobo II renovó la proclamación para la supresión de los piratas, ofreciendo un plazo limitado en el que cualquier pirata que se rindiera recibiría un indulto. En agosto, encargó a Sir Robert Holmes la supresión de la piratería en una escuadra enviada a las Indias Occidentales. El 20 de enero de 1687/8, Jacobo II emitió una proclamación (en la que ofrecía el indulto a los piratas que se entregaran a Holmes o a una persona designada por él) para asegurarse de que los gobernadores coloniales cooperaran con Holmes y sus agentes. La flota de Holmes logró una reducción temporal de la piratería, pero el número de piratas ya había vuelto a aumentar en 1693.
Edward Randolph escribió en 1696 que el rey Carlos II de España había accedido a financiar una expedición para reprimir a los piratas de las Antillas españolas (que habían estado activos unos 20 años antes del informe de Randolph). Esta expedición habría sido asignada a Holmes (después de que se emitiera una proclamación que le permitía procurar indultos para los que se rindieran) y habría incluido cinco o siete de las fragatas del rey de Inglaterra, pero nunca se llevó a cabo porque el rey de España nunca la pagó. Sin embargo, Randolph también escribió que, al parecer, los piratas habían dejado de atacar las Indias Occidentales españolas, decantándose por el Mar Rojo.

### Proclamación de 1698
En un informe de 1696 del inspector general de aduanas en las colonias americanas, Edward Randolph, se recomendaban los indultos (entre otros métodos) como forma de reducir la piratería. Una sugerencia concreta fue indultar y reclutar a uno de los hombres de Thomas Tew como fuente de información sobre los piratas.
Con el fin de la Guerra de los Nueve Años en 1697, la Marina Real pudo aumentar sus esfuerzos contra la piratería. El 8 de diciembre de 1698, Guillermo III emitió una proclama en la que ofrecía el indulto a los piratas al este del Cabo de Buena Esperanza que se rindieran al capitán Thomas Warren. Henry Every y William Kidd fueron específicamente eximidos de recibir este indulto, en el caso de Kidd debido a sus conexiones con prominentes estadistas whigs.
Para cuando Warren llegó a Île Sainte-Marie, en Madagascar, el 29 de enero de 1699, el Acta de Gracia había expirado. Con la promesa de ampliar el plazo para la rendición, Warren consiguió la rendición de Robert Culliford y Dirk Chivers, entre otros; sin embargo, estos piratas fueron llevados a juicio y todos excepto Culliford (que testificó contra Samuel Burgess) fueron ahorcados. Otros en Madagascar, entre ellos Nathaniel North, evitaron rendirse a Warren. El hecho de que piratas como Joseph Bradish y los de la compañía de Kidd no recibieran amnistía de las autoridades contribuyó al escepticismo sobre las actas de gracia, incluyendo a la tripulación de Bartholomew Roberts más de dos décadas después.

### Proclamación de 1717
Durante varios meses, la piratería en las Indias Occidentales, particularmente alrededor de la colonia de Jamaica, había sido un problema tal para los comerciantes y capitanes de barcos de Bristol que solicitaron al rey su supresión. Tras recibir esta petición, en mayo de 1717, el secretario de Estado Joseph Addison pidió al Consejo de Comercio y Plantaciones que recomendara al rey la mejor manera de lograrlo. Después de consultar a los comerciantes y otras partes interesadas, el consejo acordó que el problema era urgente y respondió que "todo el comercio desde Gran Bretaña a esas partes" estaba "en peligro inminente de perderse". El consejo escuchó que la piratería incluso llegó a los mares cercanos al norte del continente. Además, los consultados propusieron un indulto real para los piratas que se entregaran; el consejo esperaba que esto transformaría a los piratas en sujetos respetuosos de la ley. Finalmente, el consejo recomendó que las Bahamas se colonizaran y fortificaran para evitar que los piratas se refugiaran allí.
Mientras tanto, en Virginia, el teniente gobernador Alexander Spotswood recomendó reducir el número de piratas ya sea por la fuerza (para que sirviera como elemento disuasorio) o ofreciendo un perdón a quienes se sometieran, aunque dudaba que todos los piratas aceptaran tal oferta.

#### Contenido
Tras una justificación de la proclama, el texto define a quiénes pueden entregarse los piratas y en qué fecha.

Por la presente Prometemos y Declaramos, que en caso de que cualquiera de dichos Piratas, en o antes del Cinco Día de Septiembre, en el Año de Nuestro Señor mil setecientos dieciocho, se entregue a Uno de Nuestros Principales Secretarios de Estado en Gran Bretaña o Irlanda, o a cualquier Gobernador o Gobernador Adjunto de cualquiera de Nuestras Plantaciones o Dominios más allá de los Mares, cada uno de esos Piratas y Piratas, así que Rendirse a sí mismos, como se mencionó anteriormente, tendrán Nuestro Gracioso Perdón de y por tal su o sus Piratería o Piraterías, por él o ellos Cometida antes del Cinco Día de Enero siguiente.
-Rey Jorge I, Proclamación para la represión de los piratas

La proclamación también definió las siguientes recompensas por la captura de piratas que no se rindieran antes de la fecha límite.

Por la presente declaramos, además, que en caso de que una persona o personas, a partir del seis de septiembre de mil setecientos dieciocho, descubran o se apoderen, o hagan o procuren que se descubran o se apoderen, uno o más de dichos Piratas, descuidando o negándose a Entregarse, como se ha dicho, para que puedan ser llevados ante la Justicia y Condenados por dicho Delito, tal Persona o Personas, haciendo tal Descubrimiento o Incautación, o causando o procurando tal Descubrimiento o El embargo que se haga, tendrá y recibirá como recompensa por el mismo, a saber. Por cada Comandante de cualquier Barco o Buque Pirata la Suma de Cien Libras ; Por cada Teniente , Maestro , Contramaestre , Carpintero, y Gunner , la Suma de Cuarenta Libras; Por cada Oficial Inferior la Suma de Treinta Libras; Y por cada Particular la Suma de Veinte Libras.
-Rey Jorge I, Proclamación para la represión de los piratas

Además, ofreció las siguientes recompensas a los miembros de la tripulación pirata que facilitaran la captura de sus capitanes.

Por la presente Prometemos y Declaramos, que en caso de que cualquiera de dichos Piratas, en o antes del Cinco Día de Septiembre, en el Año de Nuestro Señor mil setecientos dieciocho, se entregue a Uno de Nuestros Principales Secretarios de Estado en Gran Bretaña o Irlanda, o a cualquier Gobernador o Gobernador Adjunto de cualquiera de Nuestras Plantaciones o Dominios más allá de los Mares, cada uno de esos Piratas y Piratas, así que Rendirse a sí mismos, como se mencionó anteriormente, tendrán Nuestro Gracioso Perdón de y por tal su o sus Piratería o Piraterías, por él o ellos Cometida antes del Cinco Día de Enero siguiente.
-Rey Jorge I, Proclamación para la represión de los piratas
-Rey Jorge I, Proclamación para la represión de los piratas

### Proclamación de 1718

#### Opinión legal
En noviembre de 1717, el fiscal general Edward Northey y el fiscal general William Thomson dieron su opinión legal sobre la proclamación:
1. La proclamación no contenía un perdón, pero lo prometía;
2. Los asesinatos cometidos durante actos de piratería podrían ser perdonados;
3. Los piratas no tendrían que perder su propiedad, pero la propiedad tomada ilegalmente podría ser recuperada por su propietario legítimo;
4. Ningún pirata que se rindiera antes de la fecha límite estaba exceptuado de la promesa de indulto.[52]

### Barbanegra, Stede Bonnet y otros
Barbanegra se enteró de la proclamación alrededor del 5 de diciembre de 1717, por parte del capitán de una balandra que había atacado. Alrededor de principios de mayo de 1718, en Nueva Providencia, hoy isla de providencia, unos 300 de sus aproximadamente 700 hombres abandonaron su compañía, algunos con la intención de tomar el perdón del rey. Durante el bloqueo a Charles Town a finales de ese mes, Barbanegra rechazó un indulto del gobernador Robert Johnson .
A principios de junio, cerca de Beaufort, Carolina del Norte, Barbanegra permitió que Stede Bonnet navegara a Bath para ser indultado por el gobernador Charles Eden. Con Bonnet fuera, Barbanegra y unas 100 personas más tomaron todo el botín de la expedición pirata, incluida la parte de Bonnet, y navegaron a Bath por una ruta diferente, donde también recibieron el perdón del Rey.

## En otros lugares

### China
En noviembre de 1801, el líder pirata Chen Tianbao fue indultado por las autoridades chinas.
En 1804, el pirata Zheng Yi comandaba 400 juncos y 70.000 hombres. Éstos estaban organizados en seis grandes escuadras piratas con banderas de los colores correspondientes. Tras una batalla con estos piratas en la bahía de Guangzhou, en 1805 un general chino ofreció un indulto a los que se rindieran, oferta que aceptaron unos 3.000 de ellos. Cuando Zheng Yi murió en 1807, su esposa, Zheng Shi, asumió el mando de la flota. En enero de 1810, el líder de la Escuadra Negra, Guo Podai, junto con 160 barcos y 8.000 hombres, se rindió al Emperador Jiaqing, que los indultó. A continuación, Zheng Shi negoció con éxito un indulto para ella y su tripulación a cambio de su rendición.
En la década de 1840, se ofreció un indulto a Shap-ng-tsai, pero sin éxito.

### Francia
El corsario holandés Zymen Danseker huyó de Argel a Marsella en 1609 para recibir el indulto francés.
Christopher Condent se rindió ante un acta de gracia francesa en 1721. Rogozinski afirma que Condent negoció su indulto.

### Estados italianos
Véase Indultos por Jacobo I

### Estados Unidos
Durante la Guerra de 1812, los estadounidenses y los británicos ofrecieron a Jean Lafitte el indulto si les ayudaba en la guerra. Lafitte aceptó la oferta estadounidense.